# جايسون باركر (لاعب كرة قدم أمريكية)
جايسون باركر (بالإنجليزية: Jason Parker)‏ هو لاعب كرة قدم أمريكية أمريكي، ولد في 23 يناير 1985 في سان دييغو في الولايات المتحدة.

## وصلات خارجية
- جايسون باركر على موقع JustSportsStats.com (الإنجليزية)